# Frank J. Cannon
Frank J. Cannon (Salt Lake City, 1859. január 25. – Denver, 1933. július 25.) az Amerikai Egyesült Államok szenátora (Utah, 1896–1899).